# Montazapaleis

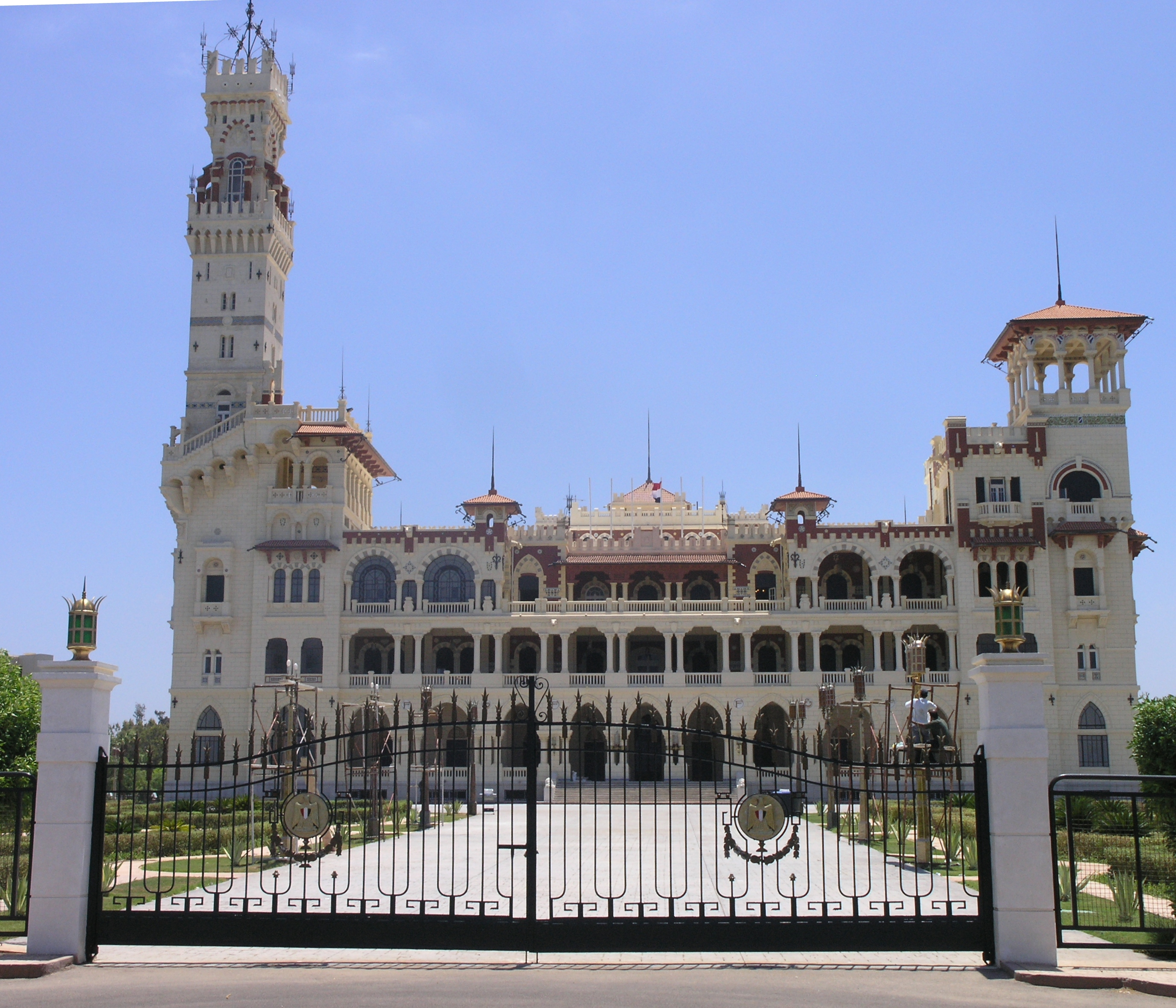
Montazapaleis in Alexandrië

Het Montazapaleis of al-Montaza is een paleis in de Egyptische stad Alexandrië. Het ligt ten oosten van het stadscentrum van de stad, aan een strand met zicht op de Middellandse Zee.
Het was de zomerresidentie van een hele reeks Egyptische onderkoningen en koningen, tot en met koning Faroek. Het paleis werd in opdracht van Abbas II, de laatste kedive van Egypte en Soedan, gebouwd. Het dateert uit 1892.
Het paleis werd gerenoveerd en terug in gebruik genomen als presidentiële residentie door Anwar Sadat. De laatste gebruiker was president Hosni Moebarak. Heden zijn de vroegere tuinen opengesteld als een 61 ha groot publiek park, het paleis is heringericht als een museum waar aandacht is voor de Egyptische geschiedenis met de monarchen van de 19e eeuw, de Muhammad Ali familiedynastie.

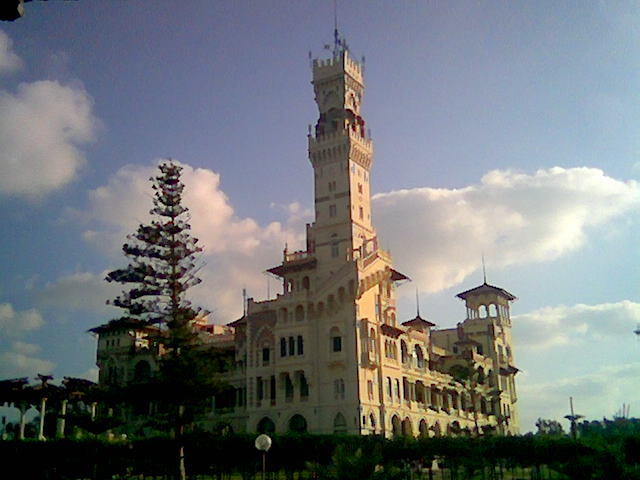